# Siciliaanse Oorlogen
De Siciliaanse Oorlogen, of de Grieks-Punische Oorlogen, waren een opeenstapeling van gevechten tussen Carthago en de Griekse stadstaten op Sicilië, geleid door Syracuse. Er werd gevochten om de heerschappij in Sicilië en de westelijke Middellandse Zee tussen 600 en 265 v.Chr.
Carthago's economische succes en haar afhankelijkheid van het handelen over zee (Carthago's zuidgrens was een woestijn) leidde tot de creatie van een krachtige vloot om zowel piraten als rivaliserende steden te ontmoedigen om dit ooit aan te vechten. Ze hadden hun sterkte op zee geërfd van hun voorouders, de Feniciërs, maar ze hadden het nog verbeterd omdat ze, in tegenstelling tot de Feniciërs, niet afhankelijk wilden zijn van een buitenlandse stad om hulp te krijgen voor hun vloot. Dit, samenhangend met haar succes en groeiende hegemonie, bracht Carthago telkens dichter bij een groter wordend conflict met de Grieken, de andere grote macht die wedijverde over de macht over de centrale Middellandse Zee.
De Grieken waren, net als de Feniciërs, ervaren scheepsmannen die bloeiende kolonies hadden opgesteld over de Middellandse Zee. Deze twee rivalen vochten hun oorlogen uit op het eiland Sicilië, dat dicht bij Carthago lag. Van zolang als men zich maar kon herinneren, waren zowel de Grieken als Feniciërs al aangetrokken tot het grote eiland, daarom richtten ze kolonies op en handelsposten op de kusten. Voor eeuwen werden er al kleine slagen geleverd tussen deze twee mogendheden.
Vandaag de dag bestaan er geen Carthaagse overleveringen over de oorlog omdat toen de Romeinen de stad verwoestten in 146 v.Chr. ze alle boeken uit de Carthaagse bibliotheek uitdeelden over de dichtbijgelegen berberstammen. Er bleef geen enkel boek meer over. Hierdoor komt het meeste wat we weten over de Siciliaanse Oorlogen van de Griekse historici.

## Achtergrond

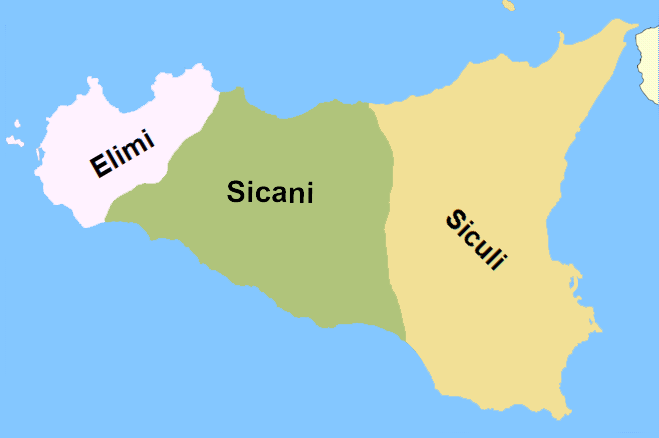
Geschatte locaties van de Elymiërs en hun buren, de Sicanen en de Sicelen, in de 11e eeuw v.Chr. (d.w.z. voor de kolonisatie van de Feniciërs en de Grieken).

De Feniciërs hadden handelskolonies opgericht over de hele kust van Sicilië na 900 v.Chr. maar waren nooit ver het eiland ingetrokken. Ze handelden met de Elymiërs, de Sicanen en Sicelen en trokken zich uiteindelijk terug naar Motya, Panormus en Soluntum in het westelijke deel van het eiland toen de Griekse kolonisten aankwamen na 750 v.Chr. Deze Fenicische steden bleven onafhankelijk totdat ze deel begonnen uitmaken van de Carthaagse hegemonie iets na 540 v.Chr.

### Carthaagse hegemonie
Carthago ontwikkelde haar hegemonie deels uit verdediging tegen de Grieken die de Fenicische invloedssfeer aan het aantasten waren. De Feniciërs boden eerst geen weerstand aan de Griekse kolonies. Maar toen de Grieken na 640 v.Chr. Iberië bereikten, ontpopte Carthago zich als leider van het Fenicische verzet. Tijdens de 6e eeuw v.Chr. stichtte Carthago een rijk dat de handel over de westelijke Middellandse Zee zou domineren tot de tweede eeuw v.Chr. De Feniciërs in Sicilië en de Elymiërs hadden zich verenigd om de Grieken van Selinus en Rodos te verslaan in 580 v.Chr. bij Libyaeum, het eerste beschreven incident op Sicilië. Het volgende bekende conflict vond 70 jaar later plaats.

### Magna Graecia

Kaart van Magna Graecia ca. 280 v.Chr. met de diverse Griekse dialecten.
Noordwest-Grieks
Achaeisch
Dorisch
Ionisch

De Griekse gekoloniseerde zone op Sicilië en Zuid-Italië werd bekend als Magna Graecia. De Grieken die in deze gebieden leefden, gedroegen zich ongeveer hetzelfde als de Grieken in Griekenland. Ze ontwikkelden hun politieke en commerciële invloed ten koste van hun buren terwijl ze de vete tussen de Ioniërs en Doriërs levend hielden. In Sicilië hadden de Ionische Grieken goede relaties met de oorspronkelijke Siciliërs en de Feniciërs. De Dorische kolonies waren echter agressiever en vergrootten hun grondgebied vanaf de kust naar het binnenland ten koste van de inboorlingen. Er ontstonden conflicten tussen de kolonies en inboorlingen maar die bleven meestal beperkt tot lokale incidenten. De handel floreerde ondertussen wel tussen de inboorlingen, Grieken en Feniciërs, en de Griekse kolonies werden rijk. Deze rijkdom bracht de Grieken in de mogelijkheid om hun grondgebied opnieuw te vergroten, wat uiteindelijk leidde tot de Eerste Siciliaanse Oorlog.

#### Carthago komt op het strijdtoneel
De Carthager Malchus zei dat hij 'heel Sicilië had veroverd' en zond oorlogsbuit naar Tyrus, in 540 v.Chr. of iets later, waarmee hij waarschijnlijk bedoelde dat Motya, Panormus en Solus onder de Carthaagse controle waren gevallen. De groei van Selinus en Himera tijdens deze periode tonen aan dat de Carthagers en de Grieken niet vochten op dat moment. Dertig later koloniseerde prins Dorieus van Sparta, die de Spartaanse troon had verloren, het stadje Eryx. Hij deed dit nadat hij was verdreven uit Lybië door Carthago in 511 v.Chr. na een driejarig conflict.
Carthago hielp Segesta in 510 v.Chr. de expeditie van Dorieus te verslaan. Op dit moment werd waarschijnlijk ook Minoa gesticht. Siciliaanse Grieken (waarschijnlijk inwoners van Akragas, Gela en Selinus) vochten hierna uit wraak tegen Carthago. Dat leidde tot de vernietiging van Minoa en een overeenkomst die economische voordelen voor de Grieken inhield. De vraag om hulp aan het Griekse vasteland om de dood van Dorieus, die gestorven was tijdens de vijandelijkheden, te wreken, vond weinig bijstand. Ze werd zelfs niet gesteund door Dorieus' broer, Leonidas I van Sparta, die beroemd is geworden door zijn rol in de Slag bij Thermopylae. Dit toonde ofwel de nutteloosheid om Carthago als individuele Griekse steden te bestrijden aan ofwel de onbetrouwbaarheid van de hulp van het Griekse vasteland, een situatie die zou veranderen met de opkomst van de Griekse tirannen op Sicilië. Twee Grieken uit Gela, Cleander en Gelo, werden meegesleept in deze oorlog en zouden de hierop volgende gebeurtenissen erg versnellen.

### Siciliaanse tirannen
Terwijl de gebeurtenissen in het westen van Sicilië voortduurden, vielen de meeste van de Griekse kolonies onder de heerschappij van de tirannen. De tirannen van Gela, Akragas en Rhegion vergrootten succesvol hun grondgebied ten koste van de oorspronkelijke Siciliërs tussen 505 en 480 v.Chr. en hierbij was de Dorische stad Gela het meest succesvol.

#### Dorische Grieken worden dominant op Sicilië
Cleander van Gela (505-498 v.Chr.) en zijn broer Hippocrates (498-491 v.Chr.) namen succesvol zowel Ionisch als Dorisch grondgebied over en tegen 490 v.Chr. waren Messina, Leontini, Catana, Naxos, naast de naburige landen van de Siceli en Kamarina, onder de controle van Gela gevallen. Gelo van Syracuse, de opvolger van Hippocrates nam Syracuse in in 485 v.Chr. en maakte het tot zijn hoofdstad. Door de voormalige inwoners uit te roeien, mensen te deporteren en tot slaaf te maken, transformeerde Gelo de vroegere Ionische steden in Dorische steden en maakte van Syracuse de dominante kracht in Sicilië. Ondertussen had Akragas succesvol grondgebied ingenomen van de Sicanen en Sicelen onder leiding van de tiran Theron van Akragas(488-472 v.Chr.). Om conflicten tussen Akragas en Syracuse te voorkomen, regelden Gelo en Theron huwelijken tussen hun families, waardoor ze een verenigd front vormden tegen de Sicelen en de Ionische Grieken op Sicilië. Het grootste deel van de voorraden en mankracht was dus geconcentreerd in de handen van deze twee tirannen, een bedreiging voor alle andere Siciliaanse steden.

#### Ionische Grieken vragen hulp aan Carthago
Om een antwoord te bieden aan deze Dorische dreiging sloot Anaxilas van Rhegion een bondgenootschap met Terrilus, de tiran van Himera, en trouwde met zijn dochter. Himera en Rhegion werden vervolgens bondgenoten van Carthago, het dichtstbijzijnde machtige rijk dat sterk genoeg was om hulp te voorzien. Selinous, een Dorische stad waarvan het grondgebied aan Therons land grensde, werd ook een bondgenoot van Carthago. Misschien dreef de angst voor Theron en de vernietiging van Megara Hyblaea (moederstad van Selinous) door Gelo in 483 v.Chr. hen om dit te doen. Er waren dus drie machtsblokken in Sicilië in 483 v.Chr. De Ioniërs domineerden het noorden, Carthago het westen en de Doriërs het oosten en het zuiden. De Sicelen en Sicanen, volledig omsingeld in het midden, bleven passief, maar de Elymiërs sloten zich aan bij de Carthaagse alliantie.

## De Eerste Siciliaanse Oorlog (480 v.Chr.)
Nadat Theron in 483 v.Chr. Terrilus, tiran van Himera, had afgezet, reageerde Cartago op Terrilus'oproep om een expeditie naar Sicilië op te zetten. Carthago kon deze grote bedreiging niet negeren omdat de alliantie tussen Gelo en Theron heel Sicilië aan het innemen was. Daarenboven was Hamilcar, de toenmalige leider van Carthago, een vriend van Terrilus.
Carthago kon er ook voor gekozen hebben op dat moment aan te vallen omdat de Perzen toen het Griekse vasteland aanvielen. De theorie dat er een alliantie was met Perzië is weinig waarschijnlijk, omdat ook Carthago geen buitenlandse invloed verdroeg. Desondanks kon Carthago toch een enorm leger naar Sicilië brengen. Volgens oude bronnen was Hamilcars leger 300.000 man sterk. Dit lijkt weinig waarschijnlijk omdat, zelfs op haar hoogtepunt, het Carthaagse Rijk slechts 50 tot 100.000 man kon bijeenbrengen. Indien Carthago een bondgenootschap zou gesloten hebben met Perzië, konden de Perzen Carthago's huurlingenleger bevoorraden en betalen. Er zijn evenwel geen bewijzen dat Carthago een bondgenootschap had met de Perzen.
Op hun tocht naar Sicilië echter leed de Punische vloot verliezen, waarschijnlijk zware, wegens het slechte weer. Nadat ze aangelegd hadden bij Ziz, de Punische naam voor Panormus, het hedendaagse Palermo, werd Hamilcar beslissend verslagen door Gelo in de Slag bij Himera, die waarschijnlijk op dezelfde dag plaatsvond als de Slag bij Salamis.
Ofwel werd Hamilcar gedood tijdens deze slag ofwel pleegde hij zelfmoord na de slag. De nederlaag veroorzaakte veranderingen in Carthago's politieke en economische landschap. De oude regering van edelmannen werd verdreven en vervangen door de Carthaagse Republiek. Er was nog steeds een koning maar deze had erg weinig macht. De meeste macht werd aan de Raad van Ouderen toevertrouwd. Carthago betaalde 2.000 talenten aan de Grieken als schadevergoeding en greep 70 jaar lang niet meer in op Sicilië.
In Sicilië verloor Carthago geen grondgebied en de Grieken veroverden er geen. Syracuse viel Rhegion noch Selinous, bondgenoten van Carthago, aan. De oorlogsbuit zorgde voor investeringen op Sicilië en de Griekse cultuur floreerde er. De handelscontacten werden verbeterd en de Griekse steden werden nog rijker. Gelo stierf in 478 v.Chr. en binnen 20 jaar werden de Griekse tirannen van de troon gestoten en de alliantie tussen Syracuse en Akragas viel uiteen in 11 strijdende partijen onder leiding van oligarchieën en democratieën. Hun gekibbel en toekomstige uitbreiding van hun grondgebied leidde tot de Tweede Siciliaanse Oorlog.

## De Tweede Siciliaanse Oorlog (410-340 v.Chr.)
Terwijl de Griekse steden in Sicilië 70 jaar na Himera bleven kibbelen en gedijen, had Carthago het noordelijke vruchtbare deel van het hedendaagse Tunesië veroverd en versterkt, en richtte ze nieuwe kolonies op in Noord-Afrika, zoals Leptis Magna en Oea, het hedendaagse Tripoli. Carthago had ook de reis van Mago Barkas (niet te verwarren met de broer van Hannibal Barkas: Mago Barkas) en Hanno gesponsord. Barkas' reis ging door de Saharawoestijn naar Cyrenaica en Hanno's reis rond de Afrikaanse kust. De Iberisch kolonies hadden zich dat jaar met de hulp van de Iberiërs afgescheiden van Carthago. Daardoor sneden ze Carthago's belangrijkste toevoerlijn van zilver en koper af.
In Sicilië vernieuwden het Dorische Selinous en het Ionische Segesta hun rivaliteit. Selinous viel het grondgebied van Segesta binnen en versloeg hen in 416 v.Chr. Carthago wilde hen niet helpen, maar Athene hielp de Segestiërs en zond een leger naar Syracuse (Zie: Siciliaanse Expeditie). Dit leger werd vernietigd in 413 v.Chr. door de Siciliaanse steden met Spartaanse hulp. Selinous versloeg Segesta opnieuw in 411 v.Chr.. Segesta vroeg opnieuw hulp aan Carthago en deze keer werd een ontzettingsmacht naar Sicilië gezonden onder leiding van Hannibal Mago. Dit verenigde leger versloeg Selinous in 410 v.Chr.. Carthago probeerde de kwestie via diplomatieke weg op te lossen en bouwde tegelijkertijd een groot leger.
Na de gefaalde diplomatieke onderhandelingen trok Hannibal Mago naar Sicilië met een nog groter leger. Hij kon Selinous innemen na het Beleg van Selinous. Na de daaropvolgende Slag bij Himera vernietigde hij Himera ondanks de Siciliaanse tussenkomst. Hannibal trok niet verder op tegen Akragas of Syracuse, maar keerde triomfantelijk terug naar Carthago met de oorlogsbuit in 409 v.Chr.
Terwijl Syracuse en Akragas, de sterkste en rijkste steden van Sicilië, geen actie ondernamen tegen Carthago, vormde de afvallige Syracusaanse generaal Hermocrates een kleine troepenmacht in zijn basis bij Selinous. Hij kon de legers van Motya en Panormus verslaan voor hij zijn leven verloor tijdens een staatsgreep in Syracuse. Als wraak leidde Hannibal Mago een nieuwe Carthaagse expeditie in 406 v.Chr.
Deze keer kregen de Carthagers echter te maken met stug verzet en veel ongeluk. Tijdens het Beleg van Akragas werden de Carthaagse legers geplaagd door een ziekte, en Hannibal Mago zelf bezweek hieraan. Himilco, zijn opvolger, nam Akragas in en plunderde het. Daarna nam hij Gela in, plunderde Kamarina en versloeg het leger van Dionysius I van Syracuse, de nieuwe tiran van Syracuse, herhaaldelijk. De ziekte sloeg opnieuw toe in het Carthaagse leger, en Himilco ging akkoord met een vredesverdrag dat inhield dat de Carthagers alle recente veroveringen konden behouden, met Selinous, Thermae, Akragas, Gela en Kamarina als horige staten. Dit was het hoogtepunt van de Carthaagse macht in Sicilië.
In 398 v.Chr. had Dionysius zijn kracht versterkt en verbrak het vredesverdrag. Hij belegerde Motya en nam de stad in. Himilco antwoordde hierop door een expeditieleger te zenden waarmee hij niet alleen Motya heroverde maar ook Messina veroverde.

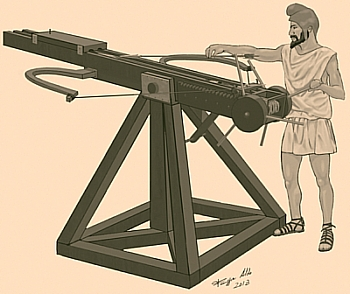
Oude katapult tijdens het beleg van Motya

Hij belegerde uiteindelijk Syracuse zelf en versloeg de Grieken daarna beslissend bij de zeeslag bij Catana. De belegering begon met grote successen in 397 v.Chr. maar in 396 v.Chr. sloeg de ziekte opnieuw toe en teisterde het Carthaagse leger waarop het instortte. Carthago verloor haar recente veroveringen opnieuw aan de Grieken maar behield de controle over de westelijke kolonies en de Elymiërs. Er werd geen verdrag tussen de strijdende partijen getekend om het einde van de oorlog in te luiden.
Dionysius versterkte zijn leger opnieuw en plunderde Solus in 396 v.Chr. Hij was actief in Oost-Sicilië in de periode 396-393 v.Chr. met onder meer het Beleg van Tauromenium. Op dat moment werd Carthago veroverd tijdens een opstand. In 393 v.Chr. leidde Mago, de opvolger van Himilco, een aanval op Messina, maar werd verslagen bij Abacaenum door Dionysius. Versterkt door Carthago leidde Mago een andere expeditie door het midden van Sicilië, maar kreeg met moeilijkheden te maken aan de Chrysas. Dionysius kreeg ook met moeilijkheden te maken, en er werd een vredesverdrag getekend dat Carthago en Syracuse niet toeliet om zich nog met elkaar te bemoeien.
In 383 v.Chr. opende Dionysius de vijandelijkheden opnieuw. Mago sloot een bondgenootschap met de Italiotische Liga geleid door Taras en bracht een leger naar Bruttium, waardoor Syracuse op twee fronten bedreigd werd. Er zijn weinig duidelijke gegevens over de eerste vier jaar van deze expeditie, maar in 378 v.Chr. versloeg Dionysius Mago in Sicilië in de Slag bij Cabala. Carthago, opnieuw geconfronteerd met opstanden in Afrika en Sardinië, vroeg om vrede. Dionysius vroeg Carthago om Sicilië te verlaten, zo werd de oorlog dus hernieuwd en Himilco, de zoon van Mago, versloeg het Syracusaanse leger in 376 v.Chr. bij Cronium. Het daaropvolgende vredesverdrag dwong Dionysius om 1.000 talenten te betalen als schadevergoeding en zorgde ervoor dat Carthago de controle over het westen van Sicilië behield.
Dionysius viel in 368 v.Chr. opnieuw Punisch grondgebied aan en belegerde Libyaeum. De nederlaag van zijn vloot dwong hem om de vijandigheden te staken en zijn dood in 367 v.Chr. zorgde voor een 22 jaar durende vrede tussen Carthago en Syracuse. Dion van Syracuse sloot vrede met Carthago. Carthago behield haar bezittingen ten westen van de Halcyas-Rivier en Himera-Rivier.
Carthago geraakte in 345 v.Chr. verwikkeld in de Syracusaanse politiek en haar legers konden de stad binnenkomen met de hulp van medestanders. Mago verbrodde deze kans, keerde terug naar Afrika en pleegde zelfmoord om zo aan zijn straf te ontkomen. Timoleon nam de macht over in Syracuse in 343 v.Chr. en begon Carthaags grondgebied binnen te vallen in Sicilië. Het Carthaagse expeditieleger dat naar Sicilië werd gestuurd werd vernietigd in 341 v.Chr. tijdens de Slag bij de Crimissus. De daaropvolgende vrede zorgde ervoor dat Carthago slechts de controle behield over alle gebieden ten westen van de Halcyas-Rivier.

## De Derde Siciliaanse Oorlog (315-307 v.Chr.)
In 315 v.Chr. veroverde Agathocles, de tiran van Syracuse, Messina. In 311 v.Chr. viel hij de laatste Carthaagse vestigingen aan op Sicilië, verbrak daarbij de vredesvoorwaarden, en belegerde ook Akragas. Hamilcar, de kleinzoon van Hanno, de ontdekkingsreiziger, en de vader Hannibal  leidde succesvol de Carthaagse tegenaanval. Hij versloeg Agathocles in de Slag aan de Himera en Agathocles moest zich terugtrekken naar Syracuse terwijl Hamilcar de controle over de rest van Sicilië innam. In hetzelfde jaar belegerde hij Syracuse.

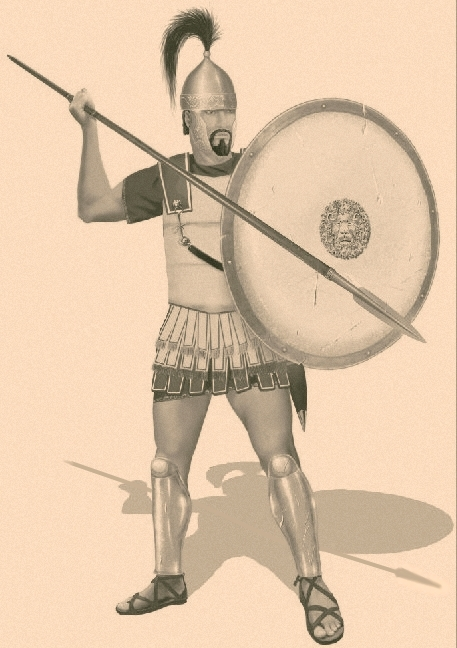
Carthaagse hopliet (4e eeuw v.Chr.).

In zijn wanhoop leidde Agathocles heimelijk een expeditie van 14.000 man naar Afrika, waarmee hij hoopte om zo zijn stad te redden door Carthago op haar eigen grondgebied aan te vallen. Hij was hierin succesvol: Carthago moest Hamilcar en het grootste deel van haar leger uit Sicilië terugroepen om de onverwachte dreiging het hoofd te bieden. De twee legers vochten voor de eerste keer in de Slag bij Tunis buiten Carthago. Het Carthaagse leger, onder leiding van Hanno en Bomilcar, werd verslagen. Agathocles en zijn leger belegerden Carthago, maar haar onneembare muren weerhielden hem ervan de stad in te nemen. De Grieken concentreerden zich dan maar op het veroveren van het noorden van Tunesië tot ze in 307 v.Chr. werden verslagen. Agathocles kon ontsnappen naar Sicilië en sloot vrede met de Carthagers, waardoor Syracuse de dominante macht op Sicilië bleef hoewel het veel aan kracht had ingeboet en de strategisch belangrijke stad Messina had verloren.

## Gevolgen
Nadat Agathocles om vrede vroeg, had Carthago een korte periode van volledige controle over Sicilië, die eindigde met de Pyrrhische Oorlog. De expeditie naar Sicilië van Pyrrhus, de tweede fase van de oorlog die uiteindelijk leidde tot de Punische Oorlogen, kan worden beschouwd als het laatste deel van de Grieks-Punische Oorlogen, toch is dit niet zo. Pyrrhus van Epirus kwam aan in Sicilië om het eiland te redden van de Carthagers. Hij veroverde Panormus, Eryx en Iatias maar het Beleg van Libyaeum mislukte. Hij keerde dus terug naar Italië. Rome kwam niet tussenbeide op Sicilië omdat ze te druk bezig waren met het bestrijden van de Etrusken in de 5e eeuw v.Chr. en het veroveren van Italië in de 4e eeuw v.Chr. Rome's latere tussenkomst op Sicilië beëindigde de eindeloze oorlogsvoering op het eiland.